# 申库尔斯克
62°6′N 42°55′E / 62.100°N 42.917°E
申庫爾斯克（俄语：Шенку́рск）是俄羅斯阿爾漢格爾斯克州中南部的一個城市，位於瓦加河畔，距州府阿爾漢格爾斯克東南373公里。2002年人口6,151人。
1315年首見於文獻，1780年建市。